# ذي سترونغيست
نادي سترونغيست (بالإسبانية: Club The Strongest)‏ نادي كرة قدم بوليفي يلعب في الدوري البوليفي لكرة القدم. تم تأسيس النادي في سنة 1908 .